# (1654) Bojeva
(1654) Bojeva es un asteroide perteneciente al cinturón de asteroides descubierto el 8 de octubre de 1931 por Pelagueya Fiodórovna Shain desde el observatorio de Simeiz en Crimea.
Está nombrado en honor de Nina Fiodórovna Boieva (1890-1956), miembro del Instituto de Astronomía Teórica de San Petersburgo.